# Royal Jordanian Falcons
«Иорданские Соколы» араб. الصقور الملكية الأردني‎, англ. Royal Jordanian Falcons) — авиационная пилотажная группа Королевских ВВС Иордании. Авиагруппа была сформирована по приказу короля Иордании Хусейна 7 ноября 1976 года. Для своих авиашоу группа использует четыре учебно-тренировочных самолёта Extra-300 L. Также имеется один резервный самолёт той же марки. «Соколы» базируются в международном аэропорту Акабы.

## Состав группы
- Джамиль Зайяд
- Абдель Хамид
- Шади Аль-Араби
- Нофан Аглори
- Раед Ейджилат
- Мохаммад Махреб